# Shaquille Momad Nangy
Shaquille Momad Nangy (Inhambane, 24 novembre 1997) è un calciatore mozambicano, centrocampista del Sagrada Esperança e della Nazionale mozambicana.

## Carriera

### Club
Ha iniziato la propria carriera nelle file del Ferroviário Inhambane. Nel 2018 si è trasferito al Ferroviário Maputo. L'11 luglio 2024 è stato annunciato il suo trasferimento al Sagrada Esperança, club angolano con cui ha firmato un contratto biennale.

### Nazionale
Ha debuttato in Nazionale il 2 giugno 2021, nell'amichevole Mozambico-Lesotho (5-0). Ha partecipato, con la selezione mozambicana, alla Coppa d'Africa 2023, alle edizioni 2021, 2022 e 2023 della Coppa COSAFA e al Campionato delle nazioni africane 2022. È sceso in campo, inoltre, nelle qualificazioni ai Mondiali 2022 e 2026, nelle qualificazioni alla Coppa d'Africa 2023 e 2025, oltre che nelle qualificazioni al Campionato delle nazioni africane 2022.

## Statistiche

### Cronologia presenze e reti in nazionale
Statistiche aggiornate al 4 dicembre 2024.

| Cronologia completa delle presenze e delle reti in nazionale ― Mozambico | Cronologia completa delle presenze e delle reti in nazionale ― Mozambico | Cronologia completa delle presenze e delle reti in nazionale ― Mozambico | Cronologia completa delle presenze e delle reti in nazionale ― Mozambico | Cronologia completa delle presenze e delle reti in nazionale ― Mozambico | Cronologia completa delle presenze e delle reti in nazionale ― Mozambico | Cronologia completa delle presenze e delle reti in nazionale ― Mozambico | Cronologia completa delle presenze e delle reti in nazionale ― Mozambico |
| Data                                                                     | Città                                                                    | In casa                                                                  | Risultato                                                                | Ospiti                                                                   | Competizione                                                             | Reti                                                                     | Note                                                                     |
| ------------------------------------------------------------------------ | ------------------------------------------------------------------------ | ------------------------------------------------------------------------ | ------------------------------------------------------------------------ | ------------------------------------------------------------------------ | ------------------------------------------------------------------------ | ------------------------------------------------------------------------ | ------------------------------------------------------------------------ |
| 2-6-2021                                                                 | Maputo                                                                   | Mozambico                                                                | 5 – 0                                                                    | Lesotho                                                                  | Amichevole                                                               | -                                                                        | 81’                                                                      |
| 8-6-2021                                                                 | Maputo                                                                   | Mozambico                                                                | 1 – 0                                                                    | eSwatini                                                                 | Amichevole                                                               | -                                                                        |                                                                          |
| 7-7-2021                                                                 | Port Elizabeth                                                           | Mozambico                                                                | 0 – 0                                                                    | Zimbabwe                                                                 | Coppa COSAFA 2021 - Gironi                                               | -                                                                        | 84’                                                                      |
| 9-7-2021                                                                 | Port Elizabeth                                                           | Senegal                                                                  | 1 – 0                                                                    | Mozambico                                                                | Coppa COSAFA 2021 - Gironi                                               | -                                                                        |                                                                          |
| 11-7-2021                                                                | Port Elizabeth                                                           | Mozambico                                                                | 2 – 0                                                                    | Malawi                                                                   | Coppa COSAFA 2021 - Gironi                                               | -                                                                        | 65’                                                                      |
| 16-7-2021                                                                | Port Elizabeth                                                           | Sudafrica                                                                | 3 – 0                                                                    | Mozambico                                                                | Coppa COSAFA 2021 - Semifinali                                           | -                                                                        | 45’                                                                      |
| 18-7-2021                                                                | Port Elizabeth                                                           | Mozambico                                                                | 1 – 1 (2 - 4 dtr)                                                        | eSwatini                                                                 | Coppa COSAFA 2021 - Finale 3º posto                                      | -                                                                        | 88’                                                                      |
| 3-9-2021                                                                 | Maputo                                                                   | Mozambico                                                                | 0 – 0                                                                    | Costa d'Avorio                                                           | Qual. Mondiali 2022                                                      | -                                                                        |                                                                          |
| 7-9-2021                                                                 | Soweto                                                                   | Malawi                                                                   | 1 – 0                                                                    | Mozambico                                                                | Qual. Mondiali 2022                                                      | -                                                                        | 46’                                                                      |
| 8-10-2021                                                                | Douala                                                                   | Camerun                                                                  | 3 – 1                                                                    | Mozambico                                                                | Qual. Mondiali 2022                                                      | -                                                                        |                                                                          |
| 11-10-2021                                                               | Tanger                                                                   | Mozambico                                                                | 0 – 1                                                                    | Camerun                                                                  | Qual. Mondiali 2022                                                      | -                                                                        | 84’                                                                      |
| 16-11-2021                                                               | Cotonou                                                                  | Mozambico                                                                | 1 – 0                                                                    | Malawi                                                                   | Qual. Mondiali 2022                                                      | -                                                                        | 53’ 76’                                                                  |
| 23-3-2022                                                                | Nouakchott                                                               | Mozambico                                                                | 1 – 1                                                                    | Niger                                                                    | Amichevole                                                               | -                                                                        | 67’                                                                      |
| 26-3-2022                                                                | Nouakchott                                                               | Mauritania                                                               | 2 – 1                                                                    | Mozambico                                                                | Amichevole                                                               | -                                                                        | 72’                                                                      |
| 8-6-2022                                                                 | Cotonou                                                                  | Benin                                                                    | 0 – 1                                                                    | Mozambico                                                                | Qual. Coppa d'Africa 2023                                                | -                                                                        |                                                                          |
| 13-7-2022                                                                | Umlazi                                                                   | Sudafrica                                                                | 0 – 0                                                                    | Mozambico                                                                | Coppa COSAFA 2022 - Quarti di finale                                     | -                                                                        |                                                                          |
| 15-7-2022                                                                | Durban                                                                   | Namibia                                                                  | 1 – 0                                                                    | Mozambico                                                                | Coppa COSAFA 2022 - Semifinali                                           | -                                                                        |                                                                          |
| 24-7-2022                                                                | Maputo                                                                   | Mozambico                                                                | 0 – 0                                                                    | Zambia                                                                   | Qual. CHAN 2022                                                          | -                                                                        |                                                                          |
| 30-7-2022                                                                | Lusaka                                                                   | Zambia                                                                   | 0 – 1                                                                    | Mozambico                                                                | Qual. CHAN 2022                                                          | -                                                                        |                                                                          |
| 27-8-2022                                                                | Lilongwe                                                                 | Malawi                                                                   | 1 – 1                                                                    | Mozambico                                                                | Qual. CHAN 2022                                                          | -                                                                        |                                                                          |
| 4-9-2022                                                                 | Maputo                                                                   | Mozambico                                                                | 0 – 0                                                                    | Malawi                                                                   | Qual. CHAN 2022                                                          | -                                                                        |                                                                          |
| 17-11-2022                                                               | Mbombela                                                                 | Sudafrica                                                                | 2 – 1                                                                    | Mozambico                                                                | Amichevole                                                               | -                                                                        |                                                                          |
| 14-1-2023                                                                | Algeri                                                                   | Etiopia                                                                  | 0 – 0                                                                    | Mozambico                                                                | CHAN 2022 - Gironi                                                       | -                                                                        |                                                                          |
| 17-1-2023                                                                | Algeri                                                                   | Mozambico                                                                | 3 – 2                                                                    | Libia                                                                    | CHAN 2022 - Gironi                                                       | -                                                                        | 70’                                                                      |
| 21-1-2023                                                                | Algeri                                                                   | Algeria                                                                  | 1 – 0                                                                    | Mozambico                                                                | CHAN 2022 - Gironi                                                       | -                                                                        | 59’                                                                      |
| 28-1-2023                                                                | Costantina                                                               | Madagascar                                                               | 3 – 1                                                                    | Mozambico                                                                | CHAN 2022 - Quarti di finale                                             | -                                                                        | 46’                                                                      |
| 24-3-2023                                                                | Diamniadio                                                               | Senegal                                                                  | 5 – 1                                                                    | Mozambico                                                                | Qual. Coppa d'Africa 2023                                                | -                                                                        | 60’                                                                      |
| 28-3-2023                                                                | Maputo                                                                   | Mozambico                                                                | 0 – 1                                                                    | Senegal                                                                  | Qual. Coppa d'Africa 2023                                                | -                                                                        |                                                                          |
| 14-6-2023                                                                | Maputo                                                                   | Mozambico                                                                | 1 – 1                                                                    | Malawi                                                                   | Amichevole                                                               | -                                                                        |                                                                          |
| 18-6-2023                                                                | Butare                                                                   | Ruanda                                                                   | 0 – 2                                                                    | Mozambico                                                                | Qual. Coppa d'Africa 2023                                                | -                                                                        |                                                                          |
| 7-7-2023                                                                 | Umlazi                                                                   | Mozambico                                                                | 1 – 1                                                                    | Angola                                                                   | Coppa COSAFA 2023 - Gironi                                               | -                                                                        | 75’                                                                      |
| 12-7-2023                                                                | Durban                                                                   | Mauritius                                                                | 0 – 1                                                                    | Mozambico                                                                | Coppa COSAFA 2023 - Gironi                                               | -                                                                        |                                                                          |
| 9-9-2023                                                                 | Maputo                                                                   | Mozambico                                                                | 3 – 2                                                                    | Benin                                                                    | Qual. Coppa d'Africa 2023                                                | -                                                                        | 77’                                                                      |
| 13-10-2023                                                               | Albufeira                                                                | Angola                                                                   | 1 – 1                                                                    | Mozambico                                                                | Amichevole                                                               | -                                                                        | 68’                                                                      |
| 16-10-2023                                                               | Albufeira                                                                | Mozambico                                                                | 2 – 3                                                                    | Nigeria                                                                  | Amichevole                                                               | -                                                                        | 67’                                                                      |
| 19-11-2023                                                               | Maputo                                                                   | Mozambico                                                                | 0 – 2                                                                    | Algeria                                                                  | Qual. Mondiali 2026                                                      | -                                                                        | 82’                                                                      |
| 6-1-2024                                                                 | Johannesburg                                                             | Mozambico                                                                | 2 – 0                                                                    | Lesotho                                                                  | Amichevole                                                               | -                                                                        | 70’                                                                      |
| 8-1-2024                                                                 | Johannesburg                                                             | Botswana                                                                 | 1 – 1                                                                    | Mozambico                                                                | Amichevole                                                               | -                                                                        | 46’                                                                      |
| 19-1-2024                                                                | Abidjan                                                                  | Capo Verde                                                               | 3 – 0                                                                    | Mozambico                                                                | Coppa d'Africa 2023 - Gironi                                             | -                                                                        | 67’                                                                      |
| 22-1-2024                                                                | Abidjan                                                                  | Mozambico                                                                | 2 – 2                                                                    | Ghana                                                                    | Coppa d'Africa 2023 - Gironi                                             | -                                                                        | 87’                                                                      |
| 11-10-2024                                                               | Maputo                                                                   | Mozambico                                                                | 1 – 1                                                                    | eSwatini                                                                 | Qual. Coppa d'Africa 2025                                                | -                                                                        | 72’                                                                      |
| 14-10-2024                                                               | Mbombela                                                                 | eSwatini                                                                 | 0 – 3                                                                    | Mozambico                                                                | Qual. Coppa d'Africa 2025                                                | -                                                                        | 79’                                                                      |
| Totale                                                                   |                                                                          | Presenze                                                                 | 42                                                                       |                                                                          | Reti                                                                     | 0                                                                        |                                                                          |

## Palmarès

### Club

#### Competizioni nazionali
- Taça de Moçambique: 1

Ferroviário Maputo: 2022